# Liam McNeill
Liam McNeill (* Januar 1984 in Massachusetts) ist ein US-amerikanischer Schauspieler.

## Leben
Liam McNeill wuchs in der Kleinstadt Carlisle im US-Bundesstaat Massachusetts auf, wo er die Concord-Carlisle High School besuchte. Er studierte Wirtschaftswissenschaften (Economics) am Trinity College in Hartford, Connecticut. 2006 machte er dort seinen Abschluss als Bachelor of Arts. Er arbeitete anschließend einige Jahre im Finanz- und Bankwesen in New York City, bevor er sich schließlich schrittweise ganz seiner Schauspielkarriere widmete.
Er absolvierte mehrere Schauspielkurse, eine sprecherzieherische Ausbildung und verschiedene Schauspielworkshops, u. a. in Boston, am Actors Workout Studio/Los Angeles (Meisner-Technik), an der New York University School of Professional Studies (NYU SCPS) und am William Esper Studio in Manhattan, New York City (Meisner-Technik). Zudem beschäftigte er sich mit Stimmbildung und kann mehrere (englische) Akzente imitieren, u. a. britisches oder texanisches Englisch.
McNeills Filmkarriere begann mit Mini-Rollen in der US-amerikanischen Fernsehserie CSI: NY (2006) und in der Filmkomödie Die Eisprinzen (2007).
Sein Debüt als Theaterschauspieler gab er im Oktober 2009 als Brick Pollitt in Die Katze auf dem heißen Blechdach bei der Theatergesellschaft Concord Players in Concord, Massachusetts. Ein weiteres Theaterengagement hatte er im Januar/Februar 2010 bei den Quannapowitt Players als Max Halliday in Bei Anruf Mord. 2011 spielte er beim Sommertheater in Cape Cod (Cape Cod Theatre Project) in zwei Theaterproduktionen. 2012 verkörperte er bei der Gloucester Stage Company Doc, einen aufstrebenden jungen Arzt und den Freund der Bühnenfigur Meg Magrath, in dem Theaterstück Crimes of the Heart von Beth Henley. 2013 übernahm er am Vineyard Playhouse in Vineyard Haven, Massachusetts, die Rolle des homosexuellen College-Professors Ned Spofford in einer szenischen Lesung des Stücks Dirty Pictures von Dinitia Smith.
Ab 2009 spielte er meist in Independentfilmen, häufig in Kurzfilmen. In dem Kurzfilm Tail (2014) spielte er einen Entführten. Für seine Rolle in Tail erhielt er 2014 beim 48 Hour Film Festival in Providence, Rhode Island, die Auszeichnung als „Bester Schauspieler“ („Best Actor“).
Im April 2015 war er, in dem New England, Boston und New York City gedrehten, ZDF-Sonntagsfilm Katie Fforde: Zurück ans Meer in einer Nebenrolle zu sehen. Er spielte Anthony Parker, den Freund und Berufskollegen des Meeresbiologen Ryan Bishop (Heiko Ruprecht).
McNeill wirkte außerdem in mehr als 100 Werbespots mit, u. a. für Gillette, Staples, Hasbro, die Southern New Hampshire University (SNHU) und Fidelity.
Zu seinen Hobbys gehören Musik und Sport. Er ist auch als Komponist und Songwriter tätig. Er lebt in Boston, Massachusetts.

## Auszeichnung
- 2014: „Best Actor“; 48 Hour Film Festival für seine Rolle als „Abductee“ in dem Kurzfilm Tail.

## Filmografie (Auswahl)
- 2006: CSI: NY (Fernsehserie; eine Folge)
- 2007: Die Eisprinzen (Blades of Glory)
- 2009: Honeycomb Heels (Kurzfilm)
- 2013: The Turncoat (Kurzfilm)
- 2013: A Working Man (Kurzfilm)
- 2014: Plutoed (Kurzfilm)
- 2014: Empty Room (Kurzfilm)
- 2014: Infinitely Polar Bear
- 2014: Tail (Kurzfilm)
- 2015: Katie Fforde: Zurück ans Meer
- 2016: Manchester by the Sea
- 2021: Mother/Android